# 宇和郡
- 令制国一覧 > 南海道 > 伊予国 > 宇和郡
- 日本 > 四国地方 > 愛媛県 > 宇和郡

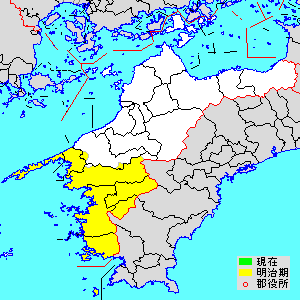
愛媛県宇和郡の位置

宇和郡（うわぐん）は、愛媛県（伊予国）にあった郡。

## 郡域
現在の下記の区域にあたるが、行政区画として画定されたものではない。
- 宇和島市、八幡浜市、西宇和郡、北宇和郡、南宇和郡の全域
- 西予市の大部分（宇和町久保・野村町小松・野村町大野ケ原を除く）
- 大洲市の一部（平野町平地・平野町野田・肱川町西・肱川町予子林）
- 高知県宿毛市の一部（沖の島・鵜来島）

## 歴史
- 7世紀に評制の宇和評として設置された[1]。これが701年に郡制の宇和郡になった。
- 貞観8年（866年）11月8日 - 宇和郡を割いて宇和郡及び喜多郡を置く。

### 近世以降の沿革
所属町村の変遷は西宇和郡#郡発足までの沿革、東宇和郡#郡発足までの沿革、北宇和郡#郡発足までの沿革、南宇和郡#郡発足までの沿革をそれぞれ参照
- 「旧高旧領取調帳」に記載されている明治初年時点での支配は以下の通り。（4町194村57浦）
  - 後の西宇和郡域（1町20村25浦） - 宇和島藩、吉田藩
  - 後の東宇和郡域（1町62村9浦） - 宇和島藩、吉田藩
  - 後の北宇和郡域（2町97村17浦） - 宇和島藩、吉田藩
  - 後の南宇和郡域（15村6浦） - 宇和島藩
- 明治4年
  - 7月14日（1871年8月29日） - 廃藩置県により、藩領が宇和島県、吉田県の管轄となる。
  - 11月15日（1871年12月26日） - 第1次府県統合により、全域が宇和島県の管轄となる。
- 明治5年6月23日（1872年7月28日） - 神山県の管轄となる。
- 明治6年（1873年）2月20日 - 愛媛県の管轄となる。
- 明治9年（1876年）2月25日 - 母島浦・久保浦・小矢野浦・鵜来島の所属郡が土佐国幡多郡に変更。
- 明治11年（1878年）12月16日 - 郡区町村編制法の愛媛県での施行により、八幡浜浦ほか1町22村26浦の区域に西宇和郡、卯之町ほか1町62村9浦の区域に東宇和郡、宇和島ほか2町98村17浦の区域に北宇和郡、城辺村ほか15村2浦の区域に南宇和郡がそれぞれ発足。同日宇和郡消滅。